# تتسو واتانابه
تتسو واتانابه ((به ژاپنی: 渡辺 哲 Watanabe Tetsu)؛( زادهٔ ۱۱ مارس ۱۹۵۰) یک هنرپیشه، و صداپیشه اهل ژاپن است.
از فیلم‌ها یا برنامه‌های تلویزیونی که وی در آن نقش داشته است می‌توان به ماهی گرمسیری سرد، مثل یک عاشق، آتش‌بازی، اوزوماکی، مادادایو اشاره کرد.